# Neospondylis
Neospondylis es un género de escarabajos longicornios de la familia Cerambycidae. Hay dos especies descritas en este género.

## Especies
Estas dos especies pertenecen al género Neospondylis:
- Neospondylis mexicanus (Bates, 1879)
- Neospondylis upiformis (Mannerheim, 1843)